# Nordkettenbahnen
De Nordkettenbahnen is een skigebied boven Innsbruck in Oostenrijk. De eerste kabelbaan in het skigebied was de Hungerburgbahn, een kabelspoorweg gebouwd in 1908. Nog twee secties volgden in 1928 naar het middenstation Seegrube en het bergstation Hafelekar.
In 1996 werden de Nordkettenbahnen gekocht door de Zeller Bergbahnen. De Zeller Bergbahnen exploiteren kabelbanen in Zell am Ziller in het Zillertal. De kabelbanen werden een aantal jaren weer teruggekocht door de gemeente Innsbruck met het plan om het skigebied een grootschalige update te geven.
In 2006 zijn de twee pendelbanen vernieuwd door de firma Leitner uit Italië. De pendelbanen kregen een nieuwe technische installatie en nieuwe cabines. Het enige dat nog origineel is, zijn de stations. In 2007 is de nieuwe Hungerburgbahn opgeleverd, eveneens door Leitner. De nieuwe Hungerburgbahn is een kabelspoorweg en verving de gedateerde Hungerburgbahn. De nieuw lift loopt vanaf het centrum, naar de wijk Hungerburg. De nieuwe baan stopt ook bij Löwenhaus en de AlpenZoo.